# Barbara Pompili

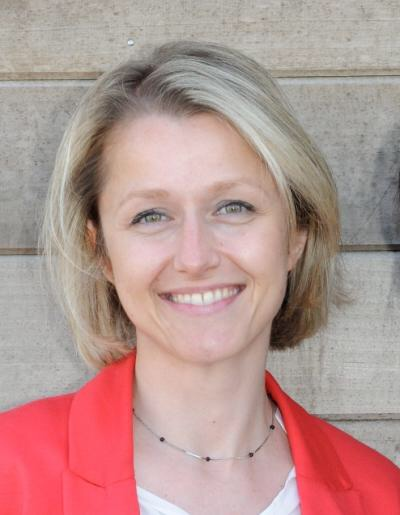
Barbara Pompili

Barbara Pompili (Bois-Bernard, 13 juni 1975) is een Franse politica en sinds 2020 minister van ecologische transitie onder premier Jean Castex.

## Levensloop
Na haar jeugdjaren te hebben doorgebracht in Liévin (Pas-de-Calais) behaalde ze een universitair diploma in het Institut d'études politiques in Rijsel. In 2000 werd ze persattaché bij Les Verts. In 2002 was ze persverantwoordelijke in de kiescampagne voor het presidentschap van Noël Mamère. Vervolgens werd ze parlementair medewerkster bij volksvertegenwoordiger Yves Cochet. 
Van 2007 tot 2012 was ze adjunct-secretaris-generaal van de groep Gauche démocrate et républicaine in de Assemblée nationale. In 2012 werd ze verkozen tot volksvertegenwoordiger in het departement Somme. Ze werd voorzitter van de groep van ecologisten in de Assemblée nationale, om de zes maanden afwisselend met François de Rugy. Ze werd voorzitster van de parlementaire Commissie Integratie gehandicapten.
Vanwege een conflict binnen Les Verts verliet ze  deze partij in september 2015, samen met anderen. In februari 2016 werd ze staatssecretaris voor de biodiversiteit, onder Ségolène Royal, minister voor Milieu, Energie en de Zee.
In 2017 steunde ze de kandidatuur van François de Rugy als linkse presidentskandidaat. Toen hij het tijdens de voorverkiezingen verloor van Benoît Hamon, gaf hij zijn steun aan Emmanuel Macron en in maart 2017 volgde ze hem, als eerste lid van de regering-Cazeneuve. Voor de parlementsverkiezingen van juni 2017 was ze kandidaat van La République en marche ! in het het tweede kiesdistrict van het departement Somme. In de eerste ronde kreeg ze 40,70 % van de stemmen. Ze werd in de tweede ronde verkozen met 61,89 % van de stemmen.
Barbara Pompili is de levensgezellin van Christophe Porquier; eveneens voormalig lid van Les Verts, en vicevoorzitter van de Regionale raad voor Picardië. Ze kregen een dochter in 2003.